# Ейеиш
Ейеиш (на английски: Eyeish) е северноамериканско индианско племе, член на Конфедерацията Кадо през 17 и 18 век. За ейеиш не се знае точно какъв език говорят, но се предполага, че е кадоански, близък с езика на адаи. Ейеиш (аиш, аличе, аяис, аис) живеят по Ейеиш Крийк, между реките Сабин Ривър и Нечес Ривър в североизточен Тексас, когато през 1542 г. в района идват испанците. Те обаче не се задържат, а само преминават през територията им. Едва през 1716 г. Доминго Рамон и францискански мисионери слагат началото на испанското присъствие в региона. Мисионерите основават мисия на Ейеиш Крийк, но тя е изоставена през 1719 г., заради войната между Испания и Франция. Възстановена е отново през 1721 г. През 1779 г. се споменава, че 20 семейства „аис“ все още живеят в околността. В 1785 г. испанците преброяват 300 „ахихитос“ на Атояс, в близост до накогдоче. През 1805 г. Джон Сибли споменава само заж20 души ейеиш, но през 1828 г. се казва, че ейеиш наброяват общо 160 семейства, които живеят между реките Бразос и Колорадо в Тексас. По – късно се присъединяват към останалите кадоански племена и заедно с тях се преместват в Оклахома.